# Chiruromys vates
Chiruromys vates — вид гризунів із родини Muridae, поширений лише в Папуа-Новій Гвінеї. Цей вид зустрічається у вологих тропічних лісах і, можливо, у вторинних місцях проживання. Імовірно живе невеликими групами в дуплах дерев. Самиці виробляють кілька виводків щорічно.

## Морфологічні особливості
Тварина має загострені вуха та червонувате хутро, на відміну від Chiruromys forbesi та Chiruromys lamia, які характеризуються круглими вухами та коричневим або сіруватим хутром. Довжина голови й тулуба становить від 84,5 до 126 мм, довжина хвоста — від 128 до 183 мм, довжина задніх лап — від 22,5 до 26 мм, довжина вух — від 13,5 до 19 мм, вага — від 23 до 68 грамів.